# Miloš Degenek
Miloš Degenek, né le 28 avril 1994 à Knin en Croatie, est un footballeur international australien, possédant également la nationalité serbe jouant au poste de défenseur central au FK TSC Bačka Topola.

## Biographie

### En club
Miloš Degenek a grandi en Krajina, une république serbe autoproclamée, en territoire croate. En 1995, en pleine opération Tempête, sa famille doit fuir et rejoint Belgrade. Là-bas, elle voit les bombardements de l'OTAN détruire leur maison en 1999 et part se réfugier en Australie. À cinq ans, le jeune Miloš rêve de revenir un jour pour voir évoluer son équipe favorite de l'Étoile rouge de Belgrade.
À Liverpool, dans un faubourg de Sydney, il commence à pratiquer le football. C'est pourtant en Europe, à Stuttgart qu'il va faire ses débuts professionnels. En 2012, Bruno Labbadia l'appelle en équipe première alors qu'il n'a que dix-huit ans. Le défenseur se révèle ensuite au Munich 1860 avant de s'exiler au Japon où il se rapproche de l'Australie, sa nation d'adoption. Entre-temps il est effectivement devenu international avec les « Socceroos ».
En J. League à Yokohama, il est repéré par le club de son enfance, l'Étoile rouge de Belgrade, qui vient le recruter en juin 2018. 
Le 29 août 2018 à Salzbourg, il réussit deux passes décisives qui permettent d'arracher le nul (2-2). Le club se qualifie alors en phase finale de la Ligue des champions pour la première fois depuis 1991. Le 18 septembre au Marakana, il affronte le Napoli de Carlo Ancelotti pour le premier match de son équipe dans la phase de groupe. Auteur d'une partie solide, il reçoit un carton pour une intervention sur José Callejón et son équipe obtient le nul (0-0). Deux semaines plus tard, en déplacement au Parc des Princes, son équipe et lui ne parviennent pas à museler l'attaque parisienne qui leur inflige une cinglante défaite (6-1). Crédité d'une note de « 2 » dans L'Équipe, Degenek dévie la frappe d'Edinson Cavani sur le troisième but du PSG.
En janvier 2019, il signe pour trois ans et demi pour le club saoudien d'Al-Hilal FC.
Après un retour à l'Étoile rouge de Belgrade, Degenek s'engage en faveur du Crew de Columbus, club de Major League Soccer, le 24 janvier 2022. Un an et demi plus tard, Miloš Degenek retourne à l'Étoile rouge de Belgrade le 24 juillet 2023.

### En équipe nationale
Né en Croatie mais possédant les deux nationalités australienne et serbe, Miloš Degenek choisit de jouer en faveur des socceroos. Il honore sa première sélection le 27 mai 2016 lors d'un match amical contre l'Angleterre.
Degenek joue deux des trois matchs de l'Australie à la coupe des confédérations 2017, mais son équipe ne passe pas la phase de groupes.
Un an plus tard, le défenseur est convoqué par Bert van Marwijk pour la Coupe du monde 2018 en Russie. Au sein du groupe australien, il se cantonne à un rôle de remplaçant et ne dispute aucune minute dans la compétition.
Il dispute par la suite, sous les ordres de Graham Arnold, la Coupe d'Asie 2019. Il y dispute tous les matchs de son équipe dans leur intégralité. Lors des quarts de finale face aux Émirats arabes unis, Degenek manque sa passe au gardien Mathew Ryan, le ballon étant intercepté par Ali Mabkhout qui inscrit le but de la victoire. Cette erreur entraînera la défaite et donc l'élimination de l'équipe australienne.
Le 8 novembre 2022, il est sélectionné par Graham Arnold pour participer à la Coupe du monde 2022.

## Palmarès
Étoile rouge de Belgrade
- Champion de Serbie en 2019, 2020, 2021 et 2022.
- Vainqueur de la Coupe de Serbie en 2021.

## Statistiques
| Saison                | Club                         | Championnat           | Championnat | Championnat | Coupe(s) nationale(s) | Coupe(s) nationale(s) | Compétition(s) continentale(s) | Compétition(s) continentale(s) | Compétition(s) continentale(s) | Australie | Australie | Total | Total |
| Saison                | Club                         | Division              | M.          | B.          | M.                    | B.                    | Comp.                          | M.                             | B.                             | M.        | B.        | M.    | B.    |
| 2013-2014             | VfB Stuttgart rés.           | 3. Liga               | 9           | 0           | -                     | -                     | -                              | -                              | -                              | -         | -         | 9     | 0     |
| 2014-2015             | VfB Stuttgart rés.           | 3. Liga               | -           | -           | -                     | -                     | -                              | -                              | -                              | -         | -         | 0     | 0     |
| Sous-total            | Sous-total                   | Sous-total            | 9           | 0           | -                     | -                     | -                              | -                              | -                              | -         | -         | 9     | 0     |
| 2015-2016             | Munich 1860                  | 2. Bundesliga         | 25          | 1           | 3                     | 0                     | -                              | -                              | -                              | 3         | 0         | 31    | 1     |
| 2016-2017             | Munich 1860                  | 2. Bundesliga         | 8           | 0           | 1                     | 0                     | -                              | -                              | -                              | 2         | 0         | 11    | 0     |
| Sous-total            | Sous-total                   | Sous-total            | 33          | 1           | 4                     | 0                     | -                              | -                              | -                              | 5         | 0         | 42    | 1     |
| 2017                  | Yokohama F·Marinos           | J. League             | 25          | 0           | 3                     | 0                     | -                              | -                              | -                              | 10        | 0         | 38    | 0     |
| 2018                  | Yokohama F·Marinos           | J. League             | 12          | 2           | 3                     | 1                     | -                              | -                              | -                              | 3         | 0         | 18    | 3     |
| Sous-total            | Sous-total                   | Sous-total            | 37          | 2           | 6                     | 1                     | -                              | -                              | -                              | 13        | 0         | 56    | 3     |
| 2018-2019             | Étoile rouge Belgrade        | SuperLiga             | 20          | 0           | -                     | -                     | C1                             | 13                             | 0                              | 4         | 1         | 37    | 1     |
| 2018-2019             | Al-Hilal FC                  | Premier League        | 11          | 0           | 2                     | 0                     | AFC                            | 5                              | 0                              | 3         | 0         | 21    | 0     |
| 2019-2020             | Étoile rouge Belgrade (prêt) | SuperLiga             | 23          | 2           | 3                     | 0                     | C1                             | 11                             | 1                              | 3         | 0         | 40    | 3     |
| 2020-2021             | Étoile rouge Belgrade        | SuperLiga             | 30          | 0           | 5                     | 0                     | C1+C3                          | 3+9                            | 0                              | 3         | 0         | 50    | 0     |
| 2021-2022             | Étoile rouge Belgrade        | SuperLiga             | 7           | 0           | 1                     | 0                     | C1+C3                          | 1+6                            | 0                              | 2         | 0         | 17    | 0     |
| Sous-total            | Sous-total                   | Sous-total            | 60          | 2           | 9                     | 0                     | -                              | 30                             | 1                              | 8         | 0         | 107   | 3     |
| 2022                  | Crew de Columbus             | MLS                   | 28          | 0           | 0                     | 0                     | -                              | -                              | -                              | 9         | 0         | 37    | 0     |
| 2023                  | Crew de Columbus             | MLS                   | 12          | 0           | 1                     | 0                     | LCup                           | 0                              | 0                              | 2         | 0         | 15    | 0     |
| Sous-total            | Sous-total                   | Sous-total            | 40          | 0           | 1                     | 0                     | -                              | 0                              | 0                              | 11        | 0         | 52    | 0     |
| 2023-2024             | Étoile rouge Belgrade        | SuperLiga             | 0           | 0           | 0                     | 0                     | C1                             | 0                              | 0                              | -         | -         | 0     | 0     |
| Total sur la carrière | Total sur la carrière        | Total sur la carrière | 210         | 5           | 22                    | 1                     | -                              | 48                             | 1                              | 44        | 1         | 324   | 8     |